# Shlomo Glickstein
Shlomo Glickstein (* 6. Januar 1958 in Ashkelon) ist ein ehemaliger israelischer Tennisspieler.

## Leben
Glickstein, Sohn polnischer Immigranten, begann im Alter von 10 Jahren mit dem Tennissport. In den Jahren 1975 und 1976 vertrat er Israel beim Orange Bowl. Mit Erreichen des 18. Lebensjahres absolvierte er seinen dreijährigen Wehrdienst, danach wurde er 1979 Tennisprofi. Im Januar des darauf folgenden Jahres errang er im australischen Hobart durch den Finalsieg über Robert Van’t Hof seinen ersten Titel auf der ATP Tour. Seinen zweiten und letzter Titel gewann er 1981 in South Orange gegen Dick Stockton. In den späteren Jahren seiner Karriere war er im Einzel weniger erfolgreich, besser lief es dagegen im Doppel. Auch wenn er keinen Doppeltitel auf der ATP Tour erringen konnte, hatte er insbesondere in den Jahren 1985 und 1985 eine Reihe sehr guter Resultate, darunter eine Halbfinalteilnahme beim Monte Carlo Masters an der Seite des Schweden Hans Simonsson. Seine höchste Notierung in der Tennisweltrangliste erreichte er 1982 mit Position 22 im Einzel sowie 1986 mit Position 28 im Doppel.
Sein bestes Einzelergebnis bei einem Grand-Slam-Turnier war das Erreichen des Viertelfinales der Australian Open 1981, wo er dem späteren Champion Steve Denton in ier Sätzen unterlag. In der Doppelkonkurrenz erreichte er an der Seite von Hans Simonsson das Finale der French Open 1985. Unter anderem warfen sie die an Nummer 2 gesetzte Paarung Flach/Seguso sowie die Schweden Järryd/Edberg aus dem Turnier. Sie unterlagen im Finale in vier Sätzen den Australiern Mark Edmondson und Kim Warwick. Im Jahr zuvor war Glickstein mit Eric Fromm im Halbfinale knapp in fünf Sätzen an den späteren Champions Leconte/Noah gescheitert.
Glickstein spielte zwischen 1976 und 1987 insgesamt 66 Partien im Einzel und Doppel für die Israelische Davis-Cup-Mannschaft. Er zählt mit 31 Siegen im Einzel und 13 im Doppel zu den erfolgreichsten Spielern des Landes. Sein größter Erfolg mit der Mannschaft war die Teilnahme am Viertelfinale der Weltgruppe 1987. Nach dem Sieg über die mit Miloslav Mečíř, Milan Šrejber und Tomáš Šmíd angetretenen Tschechoslowaken ging das Viertelfinale gegen Indische Davis-Cup-Mannschaft mit 0:4 verloren, das letzte Einzel Glicksteins gegen Srinivasan Vasudevan wurde nicht mehr ausgespielt.

## Turniersiege
| Legende                       |
| Grand Slam                    |
| Tennis Masters Cup            |
| ATP Masters Series            |
| ATP International Series Gold |
| ATP International Series (2)  |

### Einzel
| Nr. | Datum          | Turnier      | Belag     | Finalgegner      | Ergebnis      |
| --- | -------------- | ------------ | --------- | ---------------- | ------------- |
| 1.  | 6. Januar 1980 | Hobart       | Hartplatz | Robert Van’t Hof | 7:6, 6:4      |
| 2.  | 2. August 1981 | South Orange | Sand      | Dick Stockton    | 6:3, 5:7, 6:4 |